# Deuteronomos triangularis
Deuteronomos triangularis là một loài bướm đêm trong họ Geometridae.